# FK Željezničar Doboj
FK Željezničar nogometni je klub iz Doboja koji svoje utakmice igra na stadionu "15. april". Njihovi prvi dresovi su plavi boje s bijelim trakama. Trenutno igraju u Regionalnoj ligi Republike Srpske grupa Centar, trećem rangu natjecanja u Bosni i Hercegovini.

## Povijest
Željezničar je osnovan 1933. godine u tadašnjoj Kraljevini Jugoslaviji. Najveći uspjeh u danima SFRJ bile su kvalifikacije za Kup Jugoslavije 1985./86., gdje su ispali u prvom kolu poraženi od kasnijeg pobjednika Veleža iz Mostara (1:5). Na kraju sezone 2009./10. ispao je iz Druge lige Republike Srpske, skupina Zapad.

## Navijači
Željezničari navijači se zovu Poskoci.

## Treneri
- Ferko Salihović
- Esad Mlivić
- Zlatko Spasojević
- Vladimir Šuvak
- Danko Mišić
- Dragan Đurđević
- Slavko Petrović
- Arnes Handžić
- Milan Draganović
- Slobodan Ostojić
- Dragan Đurđević

## Predsjednici
- Novo Panić
- Dragoljub Nakić
- Murvet Bajraktarević
- Predrag Jevtić
- Savo Mihajlović

## Vanjske poveznice
- Službene stranice kluba